# Georgetown (Idaho)
Georgetown è una città degli Stati Uniti d'America, situata nello Stato dell'Idaho e in particolare nella Contea di Bear Lake.